# Helina iwasai
Helina iwasai är en tvåvingeart som beskrevs av Shinonaga 1994. Helina iwasai ingår i släktet Helina och familjen husflugor.
Artens utbredningsområde är Nepal. Inga underarter finns listade i Catalogue of Life.